# Raiot - Armi di distrazione di massa
Raiot - Armi di distrazione di massa è stato un programma televisivo italiano a carattere satirico e di argomento politico ideato e condotto da Sabina Guzzanti, scritto con Curzio Maltese, Emanuela Imparato e Paolo Santolini, e con la regia di Igor Skofic.
Di tale programma era inizialmente prevista la messa in onda di sei puntate (la domenica sera alle 23:15 su Rai 3 con registrazioni effettuate nello Studio 2 della Dear a Roma), nell'ambito di quello che, nella stagione televisiva 2003, era un più ampio progetto di programmi satirici messo in campo dalla rete televisiva pubblica (che comprendeva anche i programmi Il caso Scafroglia con Corrado Guzzanti, Non c'è problema con Antonio Albanese e Bra - Braccia Rubate all'agricoltura condotto da Serena Dandini).

## Il titolo
Secondo la stessa Guzzanti il titolo del programma voleva avere molteplici significati:
- Rai Ot(to), per sottolineare come la trasmissione volesse porsi in qualità di unica TV indipendente, dato che gli altri 7 canali televisivi, con la presidenza del consiglio di Silvio Berlusconi, erano oramai diventati un'unica grande Rai sotto il suo controllo. A sottolineare ciò, la sigla del programma era costituita da una sorta di countdown rovesciato, da 1 a 8, che al posto dei numeri mostrava in sequenza dapprima i loghi delle tre reti Rai, poi il logo Rai beffardamente accoppiato a quelli dei quattro maggiori canali privati del tempo (Rete 4, Canale 5, Italia 1 e LA7), per poi lasciare spazio al marchio "raiot".
- Riot, pronunciato appunto "raiot", in inglese significa "tumulto, sommossa"
- Troia, di cui RaiOt è l'anagramma, è la città conquistata con l'inganno del cavallo, che richiama il cavallo presente nell'atrio della Rai (anche atrio è un anagramma di RaiOt).

## Il programma
RaiOt si proponeva come un programma satirico e di denuncia sociale rispetto ad alcuni aspetti controversi inerenti alla politica e all'informazione in Italia. Guzzanti mescolava le sue tradizionali imitazioni ad una serie di informazioni relative al conflitto di interessi che coinvolgeva le forze politiche, la libertà di informazione in Italia confrontata con il resto del mondo e presunti atteggiamenti di connivenza tra maggioranza ed opposizione.
Tra i personaggi che era in programma fossero impersonati dalla Guzzanti vi erano anche il Presidente del Consiglio italiano Silvio Berlusconi, il presidente del partito dei Democratici di Sinistra Massimo D'Alema, l'allora presidente della Rai Lucia Annunziata e la giornalista Barbara Palombelli.
Alle diverse puntate avrebbero dovuto collaborare numerosi comici, tra i quali Francesco Paolantoni e David Riondino ed essere invitati, in qualità di ospiti, alcuni noti personaggi televisivi come Neri Marcorè e Marco Marzocca e attori come Roberto Herlitzka.

## La rimozione "temporanea" dal palinsesto
Delle previste sei puntate fu però messa in onda, il 16 novembre 2003, solo la prima. La puntata ebbe un notevole successo in termini di ascolti: 1 milione 830 000 telespettatori, 18% di share, ma il giorno seguente fu annunciata una querela da parte di Mediaset contro la Guzzanti e della Rai per una presunta diffamazione a causa di alcune affermazioni fatte dalla Guzzanti stessa impersonando Lucia Annunziata.
La querela fu poi vinta dalla Guzzanti nel 2004, ma fu allora alla base - secondo la Guzzanti pretestuosamente - delle decisioni che portarono all'eliminazione del programma.
Pochi giorni dopo la prima puntata, infatti, i cinque consiglieri Rai votarono all'unanimità un documento con cui si invitava l'allora direttore generale dell'azienda radiotelevisiva pubblica Flavio Cattaneo «a sospendere temporaneamente la messa in onda di RaiOt e proseguire la realizzazione delle altre 5 puntate, al fine di valutarle complessivamente per tutelare l'azienda da possibili future conseguenze civili e penali».
La trasmissione venne quindi "temporaneamente" sospesa. Successivamente il contratto tra la Rai e la casa di produzione del programma venne però sciolto, ufficialmente a causa dell'impossibilità di trovare un accordo che potesse soddisfare l'esigenza della Rai di visionare preventivamente le puntate. Cattaneo parlò di "separazione consensuale" mentre Sabina Guzzanti negò vi fosse un accordo da parte sua.
Parallelamente agli asseriti problemi tecnici che giustificavano ufficialmente la rimozione del programma, la dirigenza della Rai, assieme ai membri di alcune parti politiche, aveva avanzato severe critiche alla trasmissione: secondo lo stesso Cattaneo la trasmissione non era classificabile come "satira", era piuttosto un comizio politico e violava le regole del pluralismo dell'informazione poiché non offriva spazio ad eventuali repliche.
Le successive puntate dello spettacolo furono in seguito rappresentate in vari teatri. Dello spettacolo stesso è poi stato prodotto un DVD ed è stato tratto un libro, pubblicato dalla casa editrice Rizzoli nella collana BUR, dal titolo Reperto R[a]iot trasmesso anche su Comedy Central. Dalla vicenda legata alla soppressione del programma prende inoltre spunto il film documentario Viva Zapatero!, realizzato dalla stessa Sabina Guzzanti.
Sabina Guzzanti, intervistata sulla vicenda, disse che Claudio Petruccioli ai tempi di RaiOt presiedeva la Commissione di vigilanza della Rai e quindi avrebbe potuto impedire la chiusura di RaiOt, ma così non fece. Sempre secondo la Guzzanti Petruccioli non solo permise che ciò accadesse, ma lo giustificò dicendo che "quella non era satira".